# Ladeira do Seminário
A Ladeira do Seminário era um antigo logradouro da cidade do Rio de Janeiro, desaparecida com o arrasamento do Morro do Castelo em 1922.
Principiava na rua da Ajuda e terminava na Travessa São Sebastião. Era o terceiro dos acessos ao morro onde foi principiada a cidade.
Primitivamente denominada de Ladeira do Poço do Porteiro, Ladeira da Ajuda até que, mais tarde, com a fundação do Seminário São José, passou a ser denominada pelo nome com a qual deixou de existir.
Em 1878, quando da nova renumeração dos imóveis e terrenos da cidade, possuia 63 prédios.